# Adolfo Bueso García
Adolfo Bueso García   (Valladolid, 1889 - Barcelona, 1979)fou un tipògraf, sindicalista i militant comunista.
Residí a Barcelona (des de 9 anys hi treballà de tipògraf). Prengué part en la fundació de la CNT i en la vaga general de l'agost del 1917. Col·laborà a Solidaridad Obrera amb el pseudònim d'Ángel Rojo, que utilitzà repetidament. Feu amistat amb Joaquim Maurín (1923) i amb els homes del Bloc Obrer i Camperol, i escriví a Tiempos Nuevos i a La Batalla, de la qual es feu càrrec en ésser detingut Maurín al començament del 1925. Poc temps després fou empresonat, acusat,falsament, de pertànyer a la direcció del Partit Comunista. Alliberat pel juliol del 1928, formà part del Comitè Regional de Catalunya de la CNT. Participà en el congrés de la CNT del 1931; fou trentista i dirigent de la Federació Obrera d'Unitat Sindical, organització sindical del POUM. Durant la guerra civil de 1936-39 tornà a la CNT, i pel gener del 1939 s'exilià a França. Retornat de l'exili, publicà, entre altres obres, 	Recuerdos de un cenetista(dos volums, 1976 i 1978).